# Myristica magnifica
Myristica magnifica är en tvåhjärtbladig växtart som beskrevs av Richard Henry Beddome. Myristica magnifica ingår i släktet Myristica och familjen Myristicaceae. Inga underarter finns listade i Catalogue of Life.